# Le Cloître-Pleyben
Le Cloître-Pleyben è un comune francese di 593 abitanti situato nel dipartimento del Finistère nella regione della Bretagna.

## Società

### Evoluzione demografica
Abitanti censiti